# Vámosújfalu
Vámosújfalu község Borsod-Abaúj-Zemplén vármegyében, a Sárospataki járásban, a Tokaji borvidéken.

## Fekvése
A Bodrog jobb parti oldalán fekszik, a folyótól mintegy 800 méterre északra, a Tolcsva-patak mellett. Területe és határának nagyobb része sík vidék, csak a Tolcsvával határos, a vasútvonalon túli határrész hegyes (odáig nyúlnak a tolcsvai hegyek lábai). Földrajzi szempontból azonban tiszta alföldi településnek vehető.
A település eredeti földrajzi meghatározója a Bodrog folyó volt. Később a Bodroggal nagyjából párhuzamosan futó miskolc-sátoraljaújhelyi út vált a település fejlődését leginkább befolyásoló tényezővé; még újabban pedig az úttal jobbára párhuzamosan haladó Budapest–Sátoraljaújhely-vasútvonal kapott településformáló szerepet.

### Megközelítése
Legfontosabb közúti megközelítési útvonala a 37-es főút, mely  az északi határában halad el. Főutcája a 3801-es út; Tolcsvával a 3716-os út köti össze. Határszélét nyugaton, egy rövid szakaszon érinti még a 3717-es út is.
Itt található a Budapest–Sátoraljaújhely-vasútvonal Olaszliszka-Tolcsva vasútállomása, mely a község belterületének délnyugati részén helyezkedik el. Az állomás közúti elérését a 3801-es útból kiágazó 38 303-as mellékút biztosítja.

## Történelem
Vámosújfalu nevét a 14. században említették először, mint vámszedőhelyet. 1398-ban Debrői István fiait iktatták be a település birtokába. Az 1400-as években több birtokosa volt, többek között a Deseő, Tornyai, Csicseri Fodor, Sempsei, Leszteméri, Upori, Pataki, Tekes, Martonosi, Nyársapáti, Csékei, Tárczay családok voltak földesurai. Az 1500-as évek közepéig pedig a Sempsei, Czékei, Dobó, Perényi, Soklyósy, Széchenyi, Szent-Ivány, Soós családok birtoka volt. 1567-ben a törökök által elpusztított települések közt tartották számon. 1570 és 1598 között a Henkey, Dobó, Horváth, Magócsy családok birtoka volt. 1598-as összeíráskor kincstári birtok, 1602-ben pedig a pataki uradalomhoz tartozónak írták.

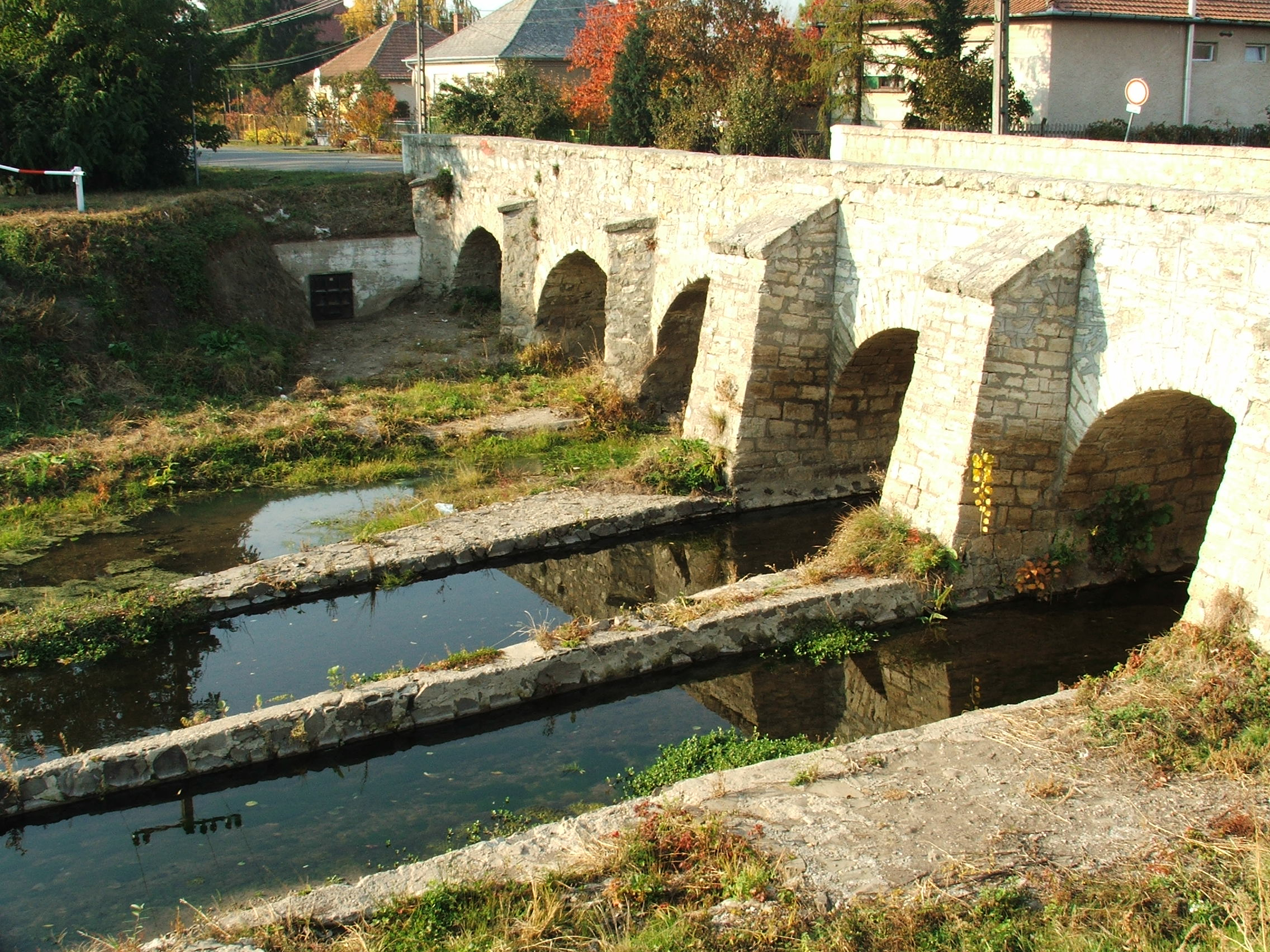
A 18. századi kőhíd

1608-ban Lorántffy Mihály birtokának írták. 1630-ban Lorántffy Zsuzsanna birtoka, majd az ő révén Rákóczi György tulajdonába jutott, a Rákóczi birtokok elkobzása után pedig a kincstárra szállt. A 17. század végére puszta hellyé vált és csak a 18. század elején népesült újra. 1720-ban herceg Trautson család kapott rá királyi adományt, majd a család kihalta után ismét a kamarára szállt vissza. Az 1800-as években a herceg Bretzenheim, Tárczay és Szirmay családoké lett. A 20. század elején Zemplén vármegye Tokaji járásához tartozott. Az 1910-es népszámláláskor 648 lakosa volt, melyből 624 volt magyar, 12 horvát. Ebből 206 római katolikus, 84 görögkatolikus, 310 református volt.
Az 1997-ben létrehozott Búzavirág Alapítvány létre hozott egy intézményt, amely látássérültek rehabilitációját, önálló életre való felkészítését végzi. Kézműves műhelyeikben nem csak az intézményben élőknek, hanem a térségben fogyatékkal élő személyeknek is munkahelyet tudnak biztosítani (kb. 30 főnek biztosítva szociális foglalkoztatást), és termékeiket piaci alapon értékesítik. Ifjúsági szállásukon kézműves táborokat szerveznek.

### Nevének eredete
A községben több helységnév magyarázat él. Az egyik szerint az itt járó idegenek gyakran "vérvámot" fizettek, azaz a verekedő, virtuskodó falubeliek gyakran helybenhagyták, sőt meg is ölték az idegeneket. A megmenekültek aztán elhíresztelték a nevezetes vámot szedő falut. Egy másik magyarázat szerint a vámosiak "vámolósak", azaz szeretik megdézsmálni a másét. Egy bölcsesség is keringett róla: "Akit Zsadányban meg nem loptak, Vámoson meg nem vertek, az végig mehetett a világon!" A valóság az, hogy a falu vámhely volt. Nagyon valószínű azonban, hogy előbb volt Újfalu, mint vámhely. Amint láthatjuk a pápai tizedjegyzékben, az 1300-as években a falu első elnevezése már így hangzott: Nova Villa, ami szó szerint azt jelenti: új falu. A helyváltoztatás elsődleges oka minden bizonnyal az árvizek, a Bodrog pusztítása volt. A falu eredetileg a Bodrog folyó partján volt. Innen menekült a falu népe északabbra, Kisvámosra, ahonnan középkori leletek kerültek elő, bizonyítva az egykori település létezését. Ezek "dombos" helyek voltak, alkalmasak a letelepedésre. 1567-ben, 1683-ban a törökök elpusztították a falut, de a település életre kelt, rászolgálva nevére, ismét Újfalu vált belőle. Újratelepülve azonban nem a régi helyén épült újjá, hanem ismét északabbra, a jelentőségében mindinkább növekedő úthoz (a galíciai országúthoz) közelebb. Nevét is már innen származtatják: Újfalu, mert újonnan új helyre települt és vámos, mert már a XIV. századtól ismeretes vámhely, folyami átkelőhely volt. A falu nevének előforduló változatai: Nova Villa, Woyfolu, Wyfolu, Vyfalu, Wyfalw, Uyfalu, Vamuswy-falu, Vamos wyfalw, Vámosfau, Vamos Uyfalu, Vámos-Újfalu, Vámosújfalu. Van egy nagyon figyelemre méltó forma 1651-ből: Bodrogh Vámos Uyfaluinum.

## Közélete

### Polgármesterei
- 1990–1994: Sándor Endre (FKgP)[5]
- 1994–1998: Sándor Endre (NOE)[6]
- 1998–2002: Sándor Endre (NOE)[7]
- 2002–2004: Dr. Sándor Endre (Zempléni Településszövetség)[8]
- 2004–2006: Pórné Nagy Katalin (független)[9]
- 2006–2010: Felházi József (független)[10]
- 2010–2014: Felházi József (független)[11]
- 2014–2019: Jadlóczki Lajos (független)[12]
- 2019–2024: Jadlóczki Lajos (független)[13]
- 2024– : Jadlóczki Lajos (független)[1]

A településen 2004. november 7-én időközi polgármester-választást (és képviselő-testületi választást) tartottak, az előző képviselő-testület önfeloszlatása miatt. A választáson az addigi faluvezető is elindult, de valamivel 28 % alatti eredményével, három jelölt közül csak az utolsó helyet érte el.

## Népesség
A település népességének változása:
| Lakosok száma | 795  | 777  | 743  | 691  | 670  | 673  | 689  |
|               | 2013 | 2014 | 2015 | 2021 | 2022 | 2023 | 2024 |

2001-ben a település lakosságának 98%-a magyar, 2%-a cigány nemzetiségűnek vallotta magát.
A 2011-es népszámlálás során a lakosok 84,7%-a magyarnak, 1,5% cigánynak, 0,2% németnek, 6,4% ruszinnak, 0,6% szlováknak mondta magát (15,3% nem nyilatkozott; a kettős identitások miatt a végösszeg nagyobb lehet 100%-nál). A vallási megoszlás a következő volt: római katolikus 20,7%, református 35%, görögkatolikus 15,8%, felekezeten kívüli 4,2% (23,6% nem válaszolt).
2022-ben a lakosság 94,3%-a vallotta magát magyarnak, 5,5% ruszinnak, 2,7% cigánynak, 0,9% németnek, 0,4% szlováknak, 0,3% ukránnak, 0,1% örménynek, 1,2% egyéb, nem hazai nemzetiségűnek (5,5% nem nyilatkozott; a kettős identitások miatt a végösszeg nagyobb lehet 100%-nál). Vallásuk szerint 20,4% volt római katolikus, 35,4% református, 13,7% görög katolikus, 0,4% ortodox, 0,3% izraelita, 0,1% egyéb keresztény, 4,2% felekezeten kívüli (25,1% nem válaszolt).

## Nevezetességei
- Református temploma; A templom lelkésze: Juhászné Keresztényi Klára
- Római katolikus temploma; A templom plébánosa: Varga András (Szent István király templom)
- Görögkatolikus kápolna, amely a Tolcsvai egyházközség filiája; parókusa: Ivancsó Bazil (Szent Illés próféta görögkatolikus templom)
- Falumúzeum
- Az első világháborús emlékmű.
- 1848-as kopjafa
- Faluház, a falu rendezvényeinek helyszíne
- Hatlyukú híd, a 18. században épült
- Búzavirág Alapítvány